# Ljustjärnen, Närke
Ljustjärnen är en sjö i Örebro kommun i Närke och ingår i Göta älvs huvudavrinningsområde.